# Frederike Fellová
Frederike Fellová (* 29. května 2001 Dachau) je německá reprezentantka ve sportovním lezení a mistryně Německa.

## Výkony a ocenění
- 2017: vicemistryně Německa
- 2018: mistryně Německa ve třech disciplínách

### Závodní výsledky
| Světový pohár | Světový pohár | Světový pohár |
| Rok           | 2017          | 2018          |
| ------------- | ------------- | ------------- |
| Obtížnost     | 0             | —             |
| jednotlivě*   | ,45,          | —             |
|               |               |               |
| Bouldering    | 0             | 0             |
| jednotlivě*   | 66,63         | 41,76         |
|               |               |               |
| Kombinace     | 0             | —             |

* poznámka: nalevo jsou poslední závody v roce, body do celkového umístění jsou jen z první třicítky v závodu; v roce 2017 se kombinace počítala i z jednoho závodu
| Mistrovství Německa | Mistrovství Německa | Mistrovství Německa |
| Rok                 | 2017                | 2018                |
| ------------------- | ------------------- | ------------------- |
| Obtížnost           | 4                   | 1                   |
| Rychlost            | —                   | 1                   |
| Bouldering          | 2                   | 9                   |
| Kombinace           | —                   | 1                   |

| Mistrovství světa juniorů | Mistrovství světa juniorů | Mistrovství světa juniorů | Mistrovství světa juniorů |
| Rok                       | 2016 kat. B               | 2017 kat. A               | 2018 kat. A               |
| ------------------------- | ------------------------- | ------------------------- | ------------------------- |
| Obtížnost                 | 23                        | 35                        | 10                        |
| Rychlost                  | 25                        | 40                        | —                         |
| Bouldering                | 6                         | 21                        | 5                         |
| Kombinace                 | —                         | 28                        | —                         |

| Mistrovství Evropy juniorů | Mistrovství Evropy juniorů | Mistrovství Evropy juniorů | Mistrovství Evropy juniorů |
| Rok                        | 2015 kat. B                | 2016 kat. B                | 2017 kat. A                |
| -------------------------- | -------------------------- | -------------------------- | -------------------------- |
| Obtížnost                  | 21                         | 22                         | —                          |
| Rychlost                   | —                          | —                          | —                          |
| Bouldering                 | —                          | 6                          | 13                         |
| Kombinace                  | —                          | —                          | 6                          |